# Дмитриенко, Анатолий Сергеевич
Анатолий Сергеевич Дмитриенко (15 февраля 1931 года, Баку, АзССР — 9 июня 2006 года, Уфа, Россия) — архитектор, заслуженный строитель БАССР с 1979 года, член Союза архитекторов БАССР с 1970 года.

## Биография
В 1954 году, после окончания Азербайджанского политехнического института в Баку, работал в Новосибирске и Москве, с 1957 года — архитектором проектного бюро Управления строительства Башкирского Совнархоза в Уфе.
В 1959—2001 годах — главный архитектор проектного института «Башпромстройпроект». Также, в 1974—1983 годах — преподаватель Архитектурно-строительного факультета Уфимского нефтяного университета.

## Наследие
В 1957 году — автор проекта арки в честь 400-летия присоединения Башкортостана к России. В 1963 году — автор проекта планировки парка Победы. В 1967 году — автор проекта Театра кукол. В 1976 году — автор проекта Дворца бракосочетания в Уфе. В 1973—1983 годах — автор проектов зданий поликлиник в Ялте, а также пансионата «Нефтяник Башкирии». Автор проектов реконструкций в Уфе: в 1960—1980-х годах — Республиканской клинической больницы, в 1965 году — стадиона «Строитель», в 1976 году — сквера и площади Орджоникидзе с фонтаном перед Дворцом культуры имени С. Орджоникидзе, в 1985 году — сквера по улице Мира.
Проекты в соавторстве: в 1970 году — производственные корпуса Уфимского завода «Промсвязь», в 1972 году — автоцентр ВАЗ, в 1985 году — здание треста «Крупнопанельное домостроение» (ныне — бизнес-центр «КПД»).

## Примечание
1. ↑  ДМИТРИЕНКО Анатолий Сергеевич. bashenc.online. Дата обращения: 21 января 2021. Архивировано 20 мая 2022 года.
2. ↑  "Он сделал Уфу белокаменной" » Вечерняя Уфа, официальный сайт газеты "Вечерняя Уфа". vechufa.ru. Дата обращения: 21 января 2021. Архивировано 26 февраля 2018 года.
3. ↑  "УФА" :: Ежемесячный столичный журнал. www.journal-ufa.ru. Дата обращения: 21 января 2021. Архивировано 1 марта 2021 года.